# Dinotrema macrurum
Dinotrema macrurum är en stekelart som först beskrevs av Thomson 1895.  Dinotrema macrurum ingår i släktet Dinotrema, och familjen bracksteklar. Arten är reproducerande i Sverige.